# Astragalus hasbeyanus
Astragalus hasbeyanus är en ärtväxtart som beskrevs av Pierre Edmond Boissier. Astragalus hasbeyanus ingår i släktet vedlar, och familjen ärtväxter. Inga underarter finns listade i Catalogue of Life.